# Abu Oweis
Abou Oweis est le commandant adjoint de la brigade de Tripoli formée et armés en avril 2011 au Qatar. Il déclara qu'avant l’assaut de Tripoli, sa brigade avait rassemblés depuis des mois des hommes qui furent entrainés, de l'argent et des informations et les hommes rassemblés furent principalement des personnes originaires de Tripoli qui connaissent le terrain ou ils combattent. Il fut l'un des commandants des troupes de la brigade de Tripoli sur le terrain lors de l'attaque de Tripoli qui fut couronnés de succès.